# Ryūkoku-Universität

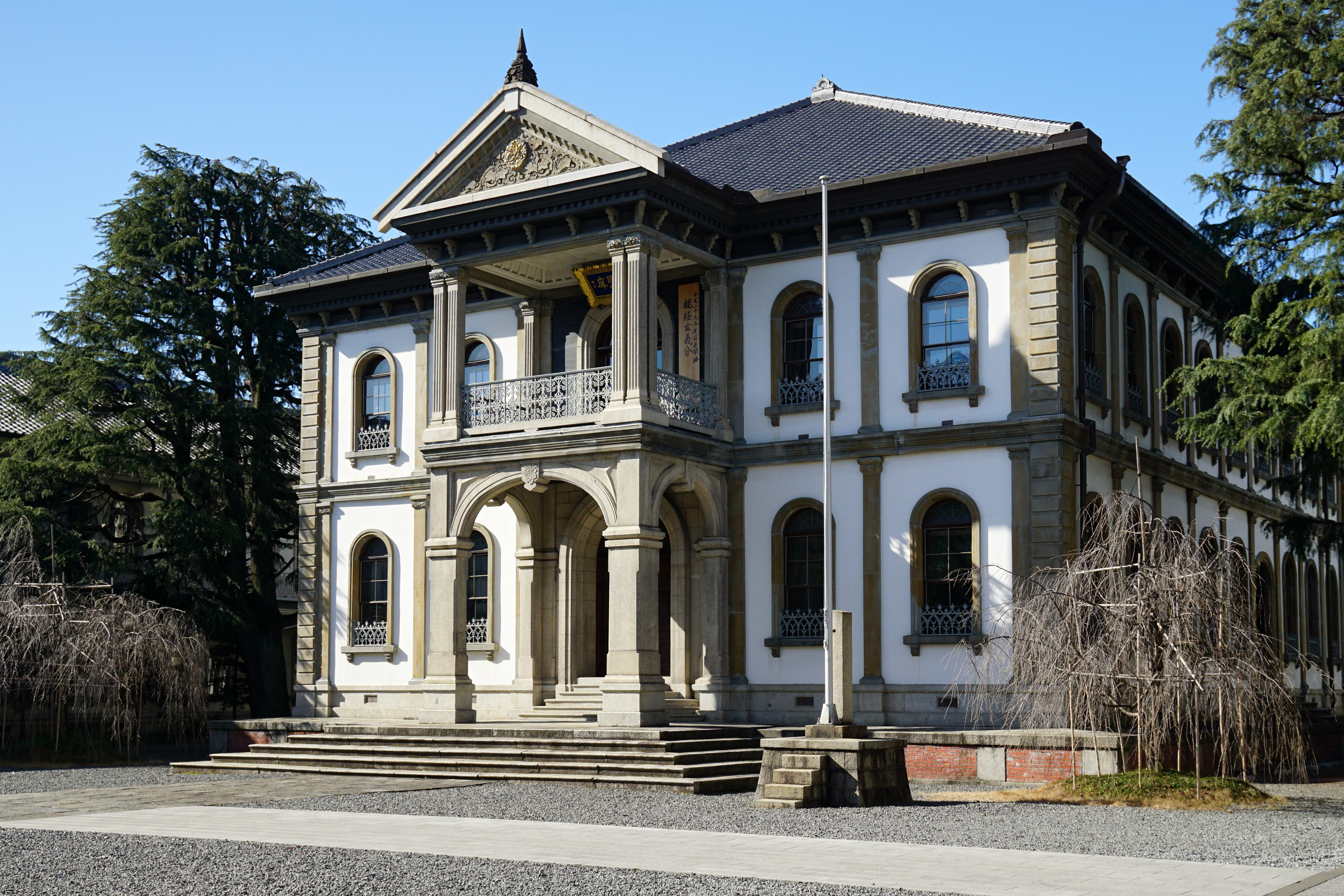
Das Hauptgebäude im Ōmiya-Campus, gebaut 1879

Die Ryūkoku-Universität (jap. 龍谷大学, Ryūkoku daigaku) ist eine japanische private Universität, die von der buddhistischen Jōdo-Shinshū-Schule Honganji-ha getragen wird. Der Hauptcampus liegt in Fukakusa-Tsukamotochō, Fushimi-ku, Kyōto in der Präfektur Kyōto.

## Geschichte
Die Universität wurde 1639 als Gakuryō (学寮, wörtlich: „Studentenwohnheim“) vom Tempel Nishi Hongan-ji gegründet. Die Schule benannte sich 1655 in Gakurin (学林, dt. „Priesterschule“), 1876 dann in Daikyōkō (大教校, wörtlich: „große Schule“). 1879 wurden die neuen Schulgebäude im heutigen Ōmiya-Campus gebaut.
Sie entwickelte sich 1905 zu einer Fachschule, die Bukkyō Daigaku (仏教大学, dt. „Buddhistische Hochschule“; nicht die heutige Bukkyō-Universität) hieß. 1922 erhielt sie den Universitätsstatus und wurde in Ryūkoku-Universität umbenannt. Der Schulname Ryūkoku (dt. „Drachental“) kommt vom Bergnamen (sangō) des Nishi Hongan-ji.
1960 eröffnete sie den Fukakusa-Campus (heutigen Hauptcampus), der die ehemalige Militärbasis der United States Army war. Sie war zuerst eine geisteswissenschaftliche Universität und gründete im neuen Campus mehr Fakultäten: Volkswirtschaftslehre (1961), Betriebswirtschaftslehre (1966), und Rechtswissenschaft (1968). 1989 gründete sie ihren dritten Campus im Ōtsu in der Präfektur Shiga, und fügte dort Fakultäten hinzu: Natur- und Ingenieurwissenschaften (1989), Sozialwissenschaften (1989), und Internationale Kulturwissenschaft (1996).

## Fakultäten
- Fukakusa-Campus (in Fushimi-ku, Kyōto, 34° 57′ 51,4″ N, 135° 46′ 2,1″ OKoordinaten: 34° 57′ 51,4″ N, 135° 46′ 2,1″ O):
  - Fakultät für Rechtswissenschaft
  - Fakultät für Volkswirtschaftslehre
  - Fakultät für Betriebswirtschaftslehre
  - Abteilung der Kurzhochschule (2-jährig)
- Ōmiya-Campus (in Shimogyō-ku, Kyōto, 34° 59′ 23,4″ N, 135° 44′ 59,9″ O):
  - Fakultät für Geisteswissenschaften
- Seta-Campus (in Ōtsu, Shiga, 34° 57′ 52,3″ N, 135° 56′ 22,4″ O):
  - Fakultät für Natur- und Ingenieurwissenschaften
  - Fakultät für Sozialwissenschaften
  - Fakultät für Internationale Kulturwissenschaft